# Sieversia
Sieversia es un género con 3 o 6 especies de plantas  perteneciente a la familia Rosaceae.

## Taxonomía
Sieversia fue descrita por Carl Ludwig Willdenow y publicado en Der Gesellschaft Naturforschender Freunde zu Berlin Magazin für die neuesten Entdeckungen in der Gesammten Naturkunde 5: 397, en el año 1811. La especie tipo es: Sieversia anemonoides Willd. 

## Especies seleccionadas
- Sieversia anemonoides (Willd.) Willd.
- Sieversia brevifolia (Greene) Rydb.
- Sieversia coreana Okamoto, 1927